# Caledonia, Minnesota
Caledonia là một thành phố thuộc quận Houston, tiểu bang Minnesota, Hoa Kỳ. Năm 2010, dân số của thành phố này là 2868 người.

## Dân số
- Dân số năm 2000: 2965 người.
- Dân số năm 2010: 2868 người.